# Melica chilensis
Melica chilensis är en gräsart som beskrevs av Jan Svatopluk Presl. Melica chilensis ingår i släktet slokar, och familjen gräs. Inga underarter finns listade i Catalogue of Life.